# 金黃九棘鱸
金黃九棘鱸，為輻鰭魚綱鱸形目鱸亞目鮨科的其中一種，分布於西大西洋區，從美國南卡羅來納州至巴西南部海域，棲息深度2-150公尺，本魚體上半部紅色，下半部白色，體具有許多藍色小細點，上下顎尖端有一對黑色斑點，背鰭硬棘9枚；背鰭軟條14-16枚；臀鰭硬棘3枚；臀鰭軟條9枚，體長可達41公分，棲息在水質清澈的珊瑚礁區，白天躲藏在礁石洞穴中，為底棲性魚類，屬肉食性，以甲殼類及魚類為食，可做為食用魚及觀賞魚，具有雪卡魚毒的報告。